# ヴィラ・アルメリコ・カプラ
ヴィラ・アルメリコ・カプラ（Villa Almerico-Capra）は、アンドレーア・パッラーディオが設計したルネサンス期のヴィラで、北イタリアのヴィチェンツァ郊外にある。ヴィラ・カプラ、ラ・ロトンダ (La Rotonda)、ヴィラ・ロトンダ、ヴィラ・ラ・ロトンダ、ヴィラ・アルメリコなどとも呼ばれる。"Capra" とは、1591年にこの建物を譲渡され完成させたカプラ兄弟に由来する。この建物も含め、ヴィチェンツァとその周辺のパッラーディオの作品は「ヴィチェンツァ市街とヴェネト地方のパッラーディオ様式の邸宅群」として世界遺産に登録されている。
1565年、司祭パオロ・アルメリコがローマ教皇庁から引退する際（ピウス4世とピウス5世の秘書を務めていた）、生まれ故郷のヴェネト州ヴィチェンツァに家を建てて移り住むことを決めた。この家が後に「ラ・ロトンダ」と呼ばれ、パッラーディオの傑作のひとつとされるようになった。ヴィラ・カプラは多くの建築に影響を与えたが、このヴィラ自体はローマのパンテオンの影響を受けている。

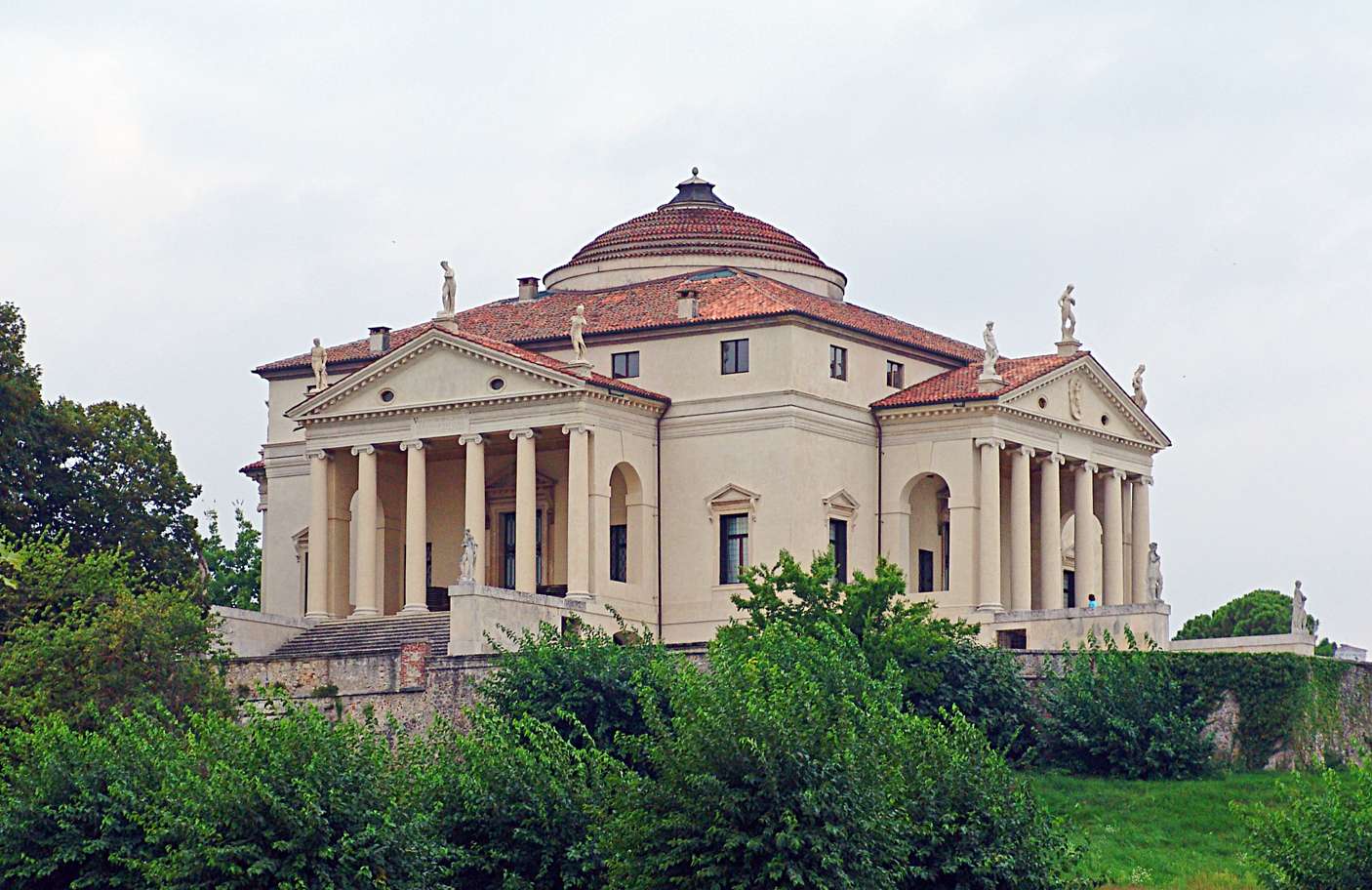
ヴィラ・アルメリコ・カプラ

## 設計
建設地はヴィチェンツァ郊外の丘の上とされた。パッラーディオ主義の他のヴィラのいくつかとは異なり、この建物は最初から農場用ではない。この洗練された建物は今で言う「郊外住宅 (suburban house)」として設計された。パッラーディオ自身はこれをヴィラではなくパラッツォ（宮殿）に分類している。

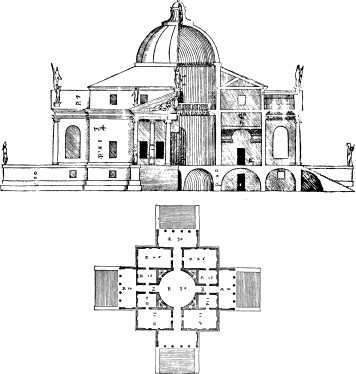
パッラーディオの設計図 (I Quattro Libri dell'Architettura 1570)

四方にファサードがある正方形の完全な対称形の建物であり、それぞれのファサードにポルチコがある。建物の四隅と各ポルチコの中心を通るように円を描くと、建物のほぼ全てがその中に納まるようになっている（左の平面図参照）。ラ・ロトンダという名称は中央の円形のホールとその上のドームに由来する。このヴィラ全体を表現するなら、ロタンダ（rotunda = rotonda）は技術的には不正確である。何故ならこの建物は円形ではなく、正方形と十字を組み合わせた形だからである。ポルチコの前には階段があり、そこから中に入ると小さな部屋または廊下を通って中央にあるドームつきの円形ホールに出る。全ての部屋の寸法はパッラーディオが『建築四書』 (I Quattro Libri dell'Architettura) に記した建築法則にしたがって精密に計算されている。
その設計はルネサンス建築のヒューマニズム的価値観を反映している。各部屋に陽射しが少しでも入るよう、建物の4つの面は東西南北から45度の角度を向いている。4つのポルチコの上にはペディメントがあり、その上に古代の神々の像が配置されている。ペディメントは6本のイオニア式円柱で支えられ、そのポルチコの両側に1つずつ窓がある。主要な部屋は全て2階または主階（ピアノ・ノビーレ）にある。
1567年に着工したが、設計者パッラーディオは1580年に亡くなった。施主であるパオロ・アルメリコも1589年に亡くなり、建築はパッラーディオの後を受け継いだヴィンチェンツォ・スカモッツィが新たな施主の下で完成させた。元々の設計に対してスカモッツィが加えた主な修正は、中央ホールの2階部分である。

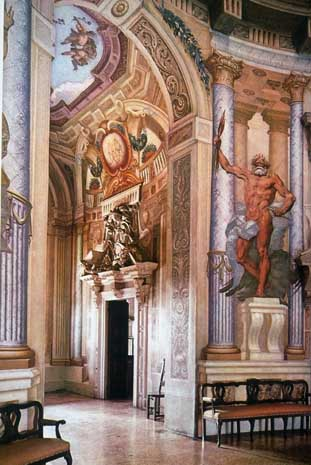
内部

スカモッツィが仕事を引き継いだことにより、当初パッラーディオが計画していたものと、現存しているヴィラ・アルメリコ・カプラの間には幾つかの異なる点が存在する。その中でも最も重要なものは、「建築四書」所載のパッラーディオが制作した図面と、スカモッツィによる現存しているヴィラ・アルメリコ・カプラのドームが大きく違っていることである。パッラーディオの計画は、ブラマンテによる聖ペテロの殉教記念堂「テンピエット」の影響を受けており、方形屋根の中央から半球形のドームがのった構成となっている。また、パンテオンとの類似性においても特筆すべき点がいくつかある。ドームの構成に象徴されるように、正方形に円形が組み合わされている点に、ヴィラ・アルメリコ・カプラの抽象度の高さと概念的に重要な意味があるとされる。住宅建築に、神殿や教会で採用されるドームという建築構成が取り入れられている点にパッラーディオの個性が窺える。スカモッツィによる現存している建物のドームは、五段の階段型のピラミッド状の屋根になっている。当初のパッラーディオの計画したドームの特徴とは異なるデザインになっているが、推力などの構造上の観点からすれば、パッラーディオの制作した図面では幾つかの疑問点があるのに対し、スカモッツィの解決は合理的なものになっている。逸話として、当初依頼主であるアルメーリコはパンテオンのような天窓の付いたドームを希望したというものがある。現存の建物のドームの頂上はオルクスとなっており、テンピエット型のものが採用されている。パッラーディオの計画したドームは方形の四隅の処理で不具合な点があるように図面から見受けられ、建設不可能ではないものの、実際にスカッツィに引き継ぐ前に建設していたとしたら、推力の関係で雨漏りしていた可能性が高い。そのため、スカモッツィによって現存ドームに修復されたのではないかという説もある。このようにドームに関して、建設過程における謎が多く、どの段階でどのような変遷を経て、現在のドームに至ったかは諸説あるものの事実はわかっていない。ドームが改造されたことは、内部装飾にも影響を与えている。1581年までに、ルビーニによって制作された中央円形広間内部のストゥッコ装飾が、アレッサンドロ・マガーンツァがフレスコ画に取り替えられたことを意味している。現存するフレスコ画は、ロドヴィーコ・ドリニイ（Lodovico Dorigny, or Louis Dorigny, 1654-1742）によって制作されたものである。

## 内装
ヴィラの室内装飾の設計は外観ほどではないにしても、非常に見事である。Alessandro Maganza、Giovanni Battista Maganzia、Anselmo Canera が客間のサロンにフレスコ壁画を描いた。
4つのサロンのうち主階にあるのが西のサロン（そのフレスコ画や天井の装飾から Holly Room と呼ばれている）と東のサロンで、最初のオーナーだったパオロ・アルメリコの寓話的な伝記を細密なフレスコ画で描いてある。
室内装飾のハイライトは中央の円形のホールで、2階部分にバルコニーが一周しており、天井はドームになっている。この家の全高まで達する吹き抜けになっていて、頂上にクーポラがあり、壁面はトロンプ・ルイユで装飾されている。豊富なフレスコ画は個人宅の客間というよりも大聖堂を思わせる雰囲気を漂わせている。

## 外観

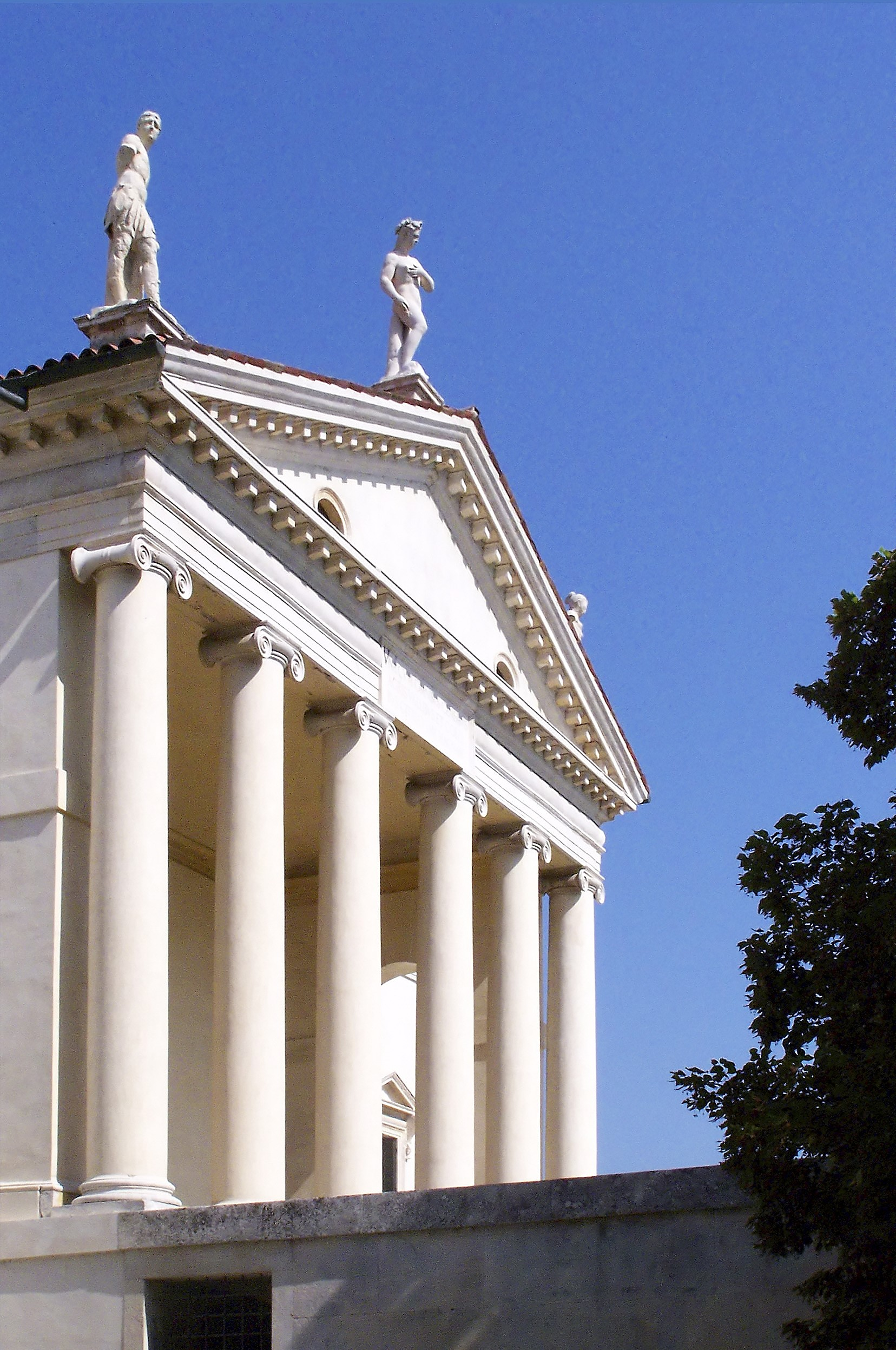
ポルチコの1つ

ポルチコからは周囲の素晴らしい風景が見渡せる。元々このヴィラは周囲の風景と調和するよう設計されている。この点はたった16年前に建てられたヴィラ・ファルネーゼとは対照的である。したがって、この家は完全な対称形に見えるが、それぞれのファサードが周辺の地形に溶け込むよう微妙な差異が施されている。そのため、各ファサードの階段の幅や擁壁などに微妙に違いがある。このようにして、周囲の景色の非対称性を考慮して設計することで、全体の景観が対称性を感じさせるようになっている。そのランドスケープは地平線上に見える遠くのヴィチェンツァと周囲の木や草地や森のパノラマである。
北西のポルチコは主門からの真っ直ぐな車道に正対している。この車道は1591年にこのヴィラを取得したカプラ兄弟が建設させた作業区画を通る道である。彼らはヴィンチェンツォ・スカモッツィに依頼してヴィラを完成させたと同時に、農業に必要な各種建物も周囲に建設させた。この道を通ってヴィラに向かうと、普通の場所から高所にある神殿に向かっているような感覚を生じさせる。同じ道の方をヴィラ側から眺めると、ヴィチェンツァの端にある古いチャペルが目立って見え、ヴィラと町の一体感を醸し出している。

## 現状
1994年、UNESCOが世界遺産の一部とした。
このヴィラの現在の所有者は Mario di Valmarana で、ヴァージニア大学の建築学の教授だった。このヴィラは2世紀以上にわたって彼の一族の家だった。彼はこのヴィラを後世に残すために保存することを宣言している。内部は毎週土曜日(2011年4月より)に一般公開されているが冬の間は公開されない。庭は毎日一般公開されている。

## ギャラリー

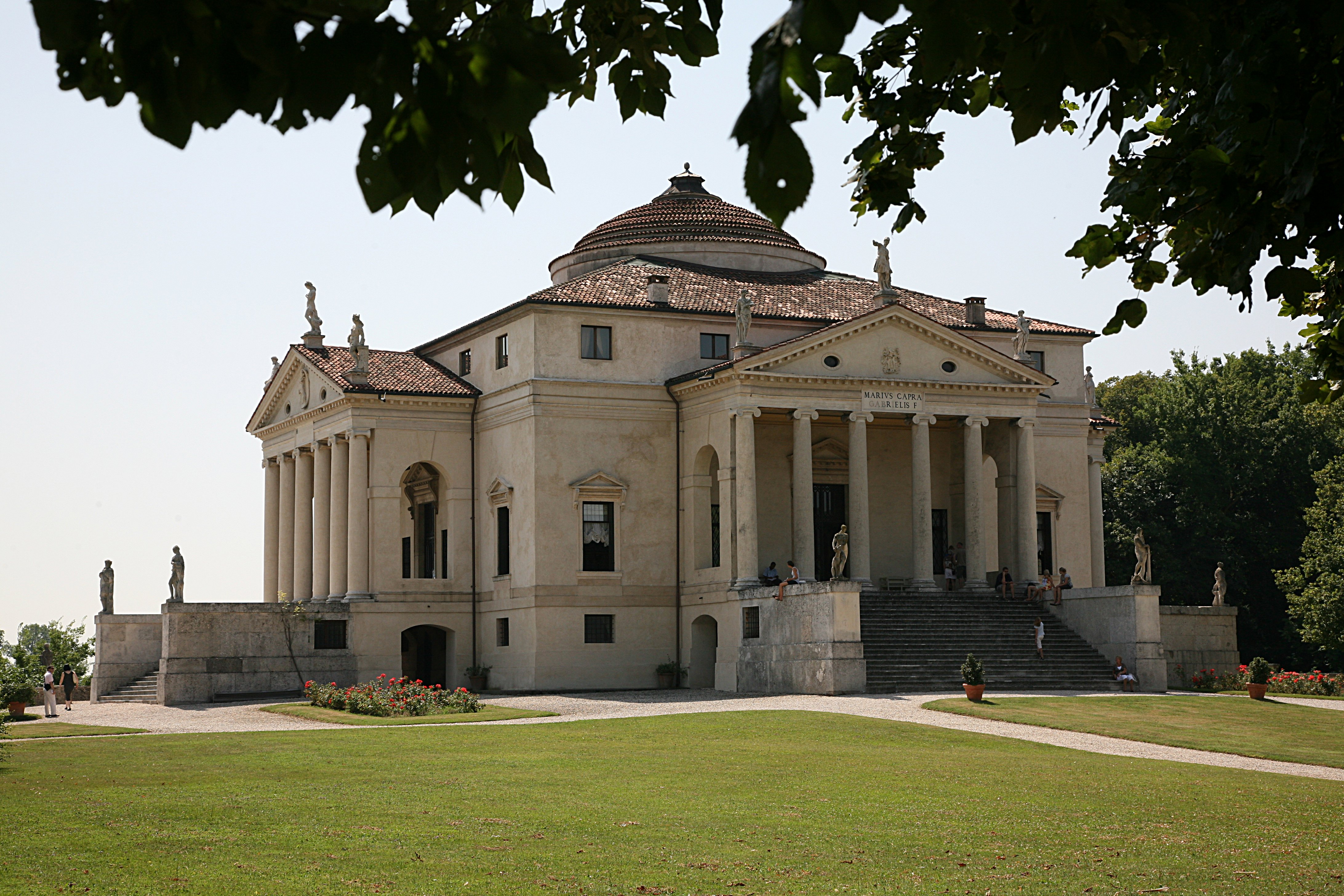
全景
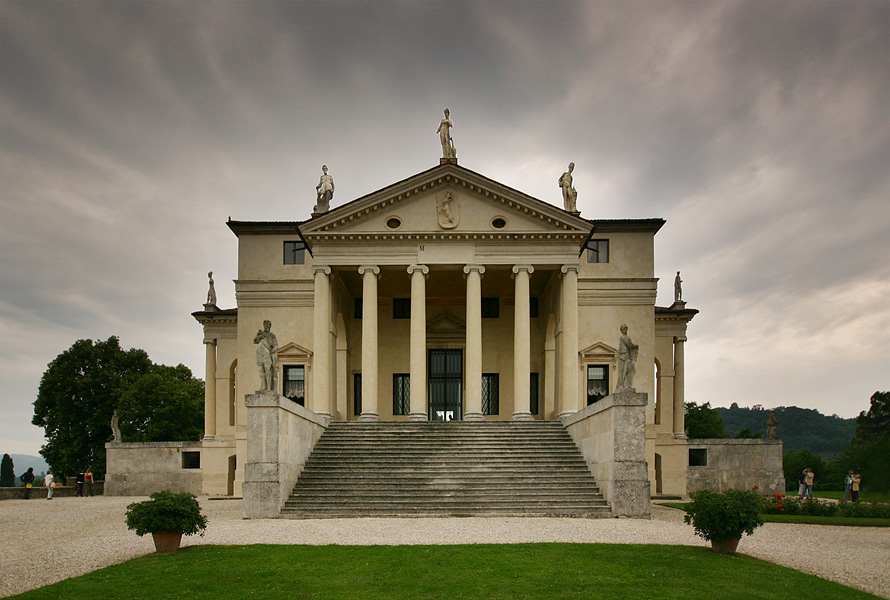
正面
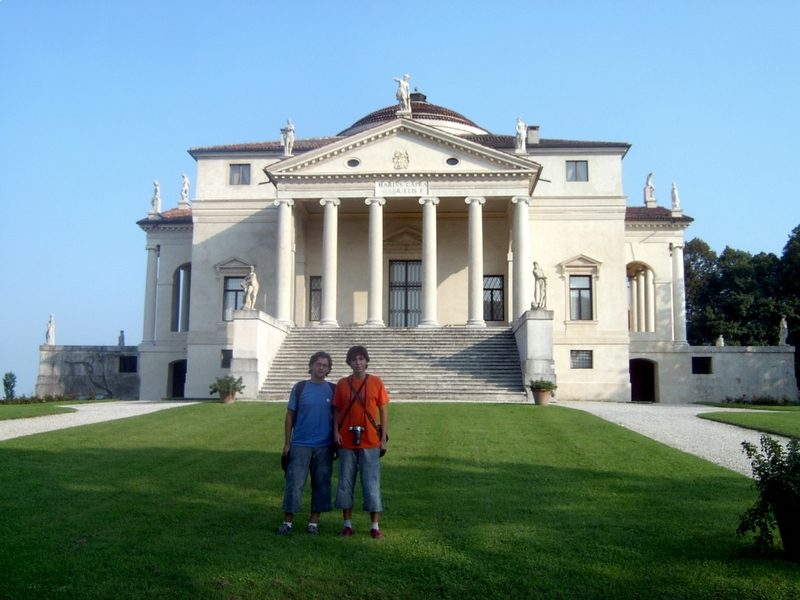
前庭
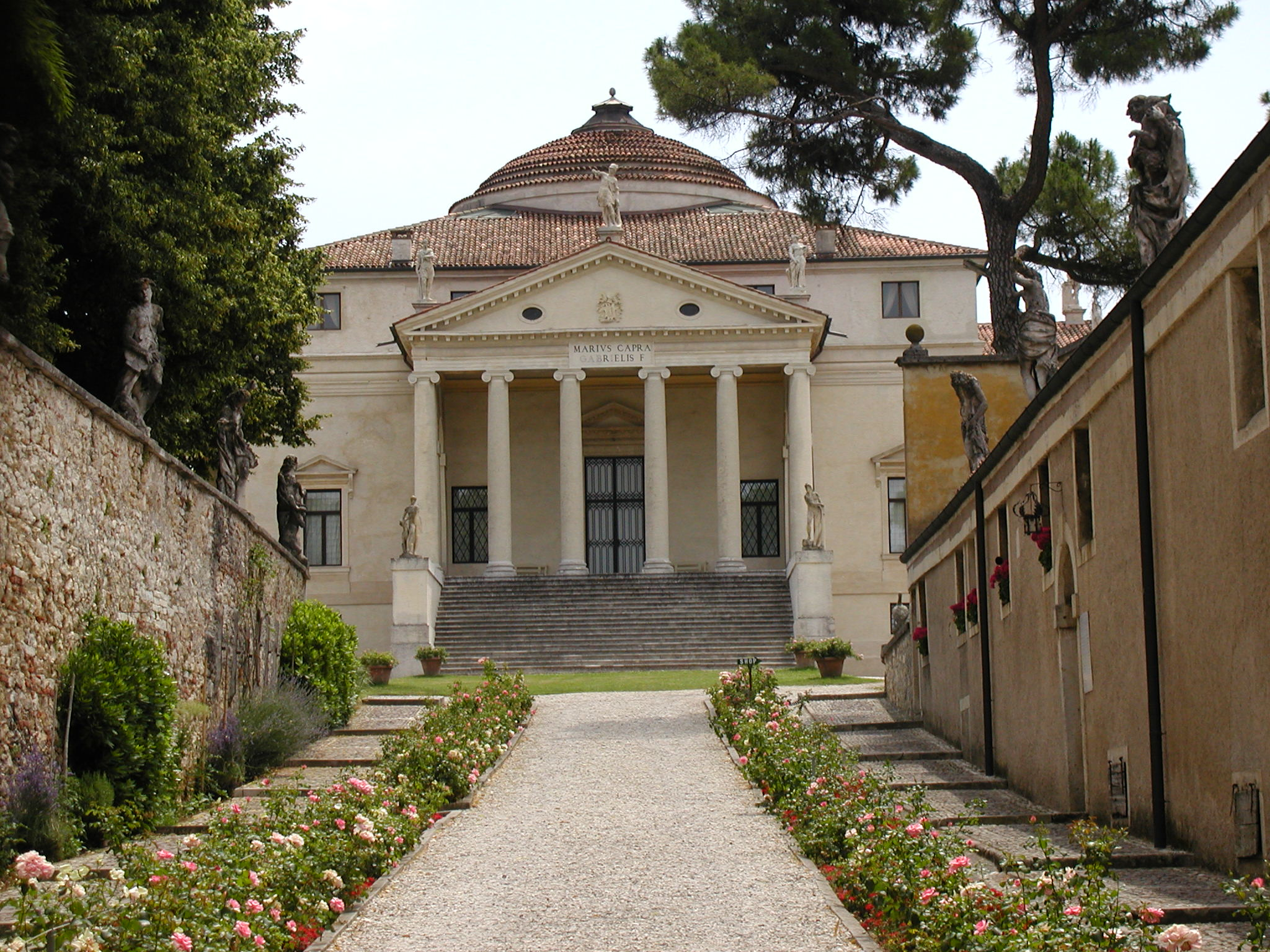
ファサードに向かう道から
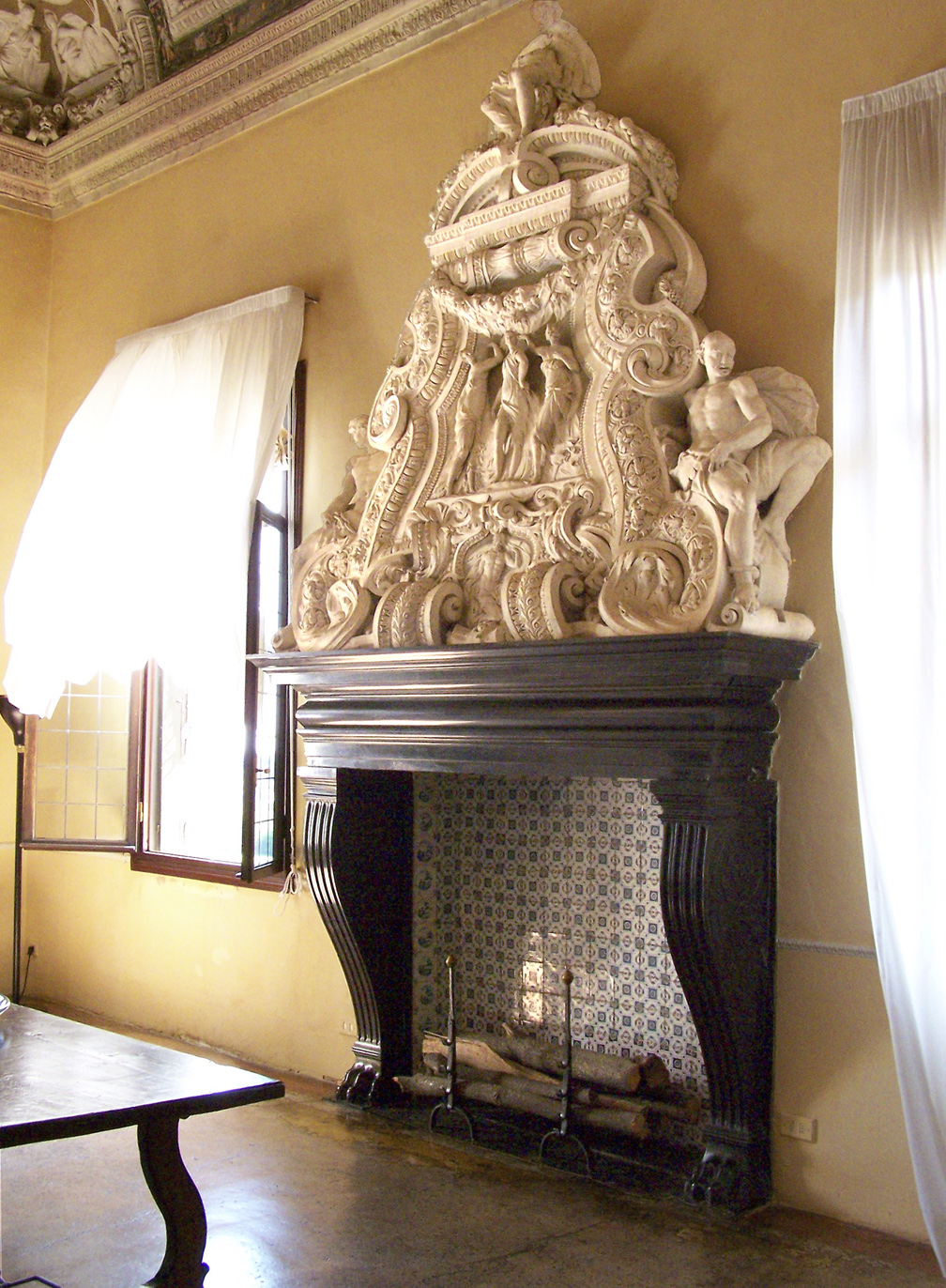
暖炉の上の大理石の彫刻
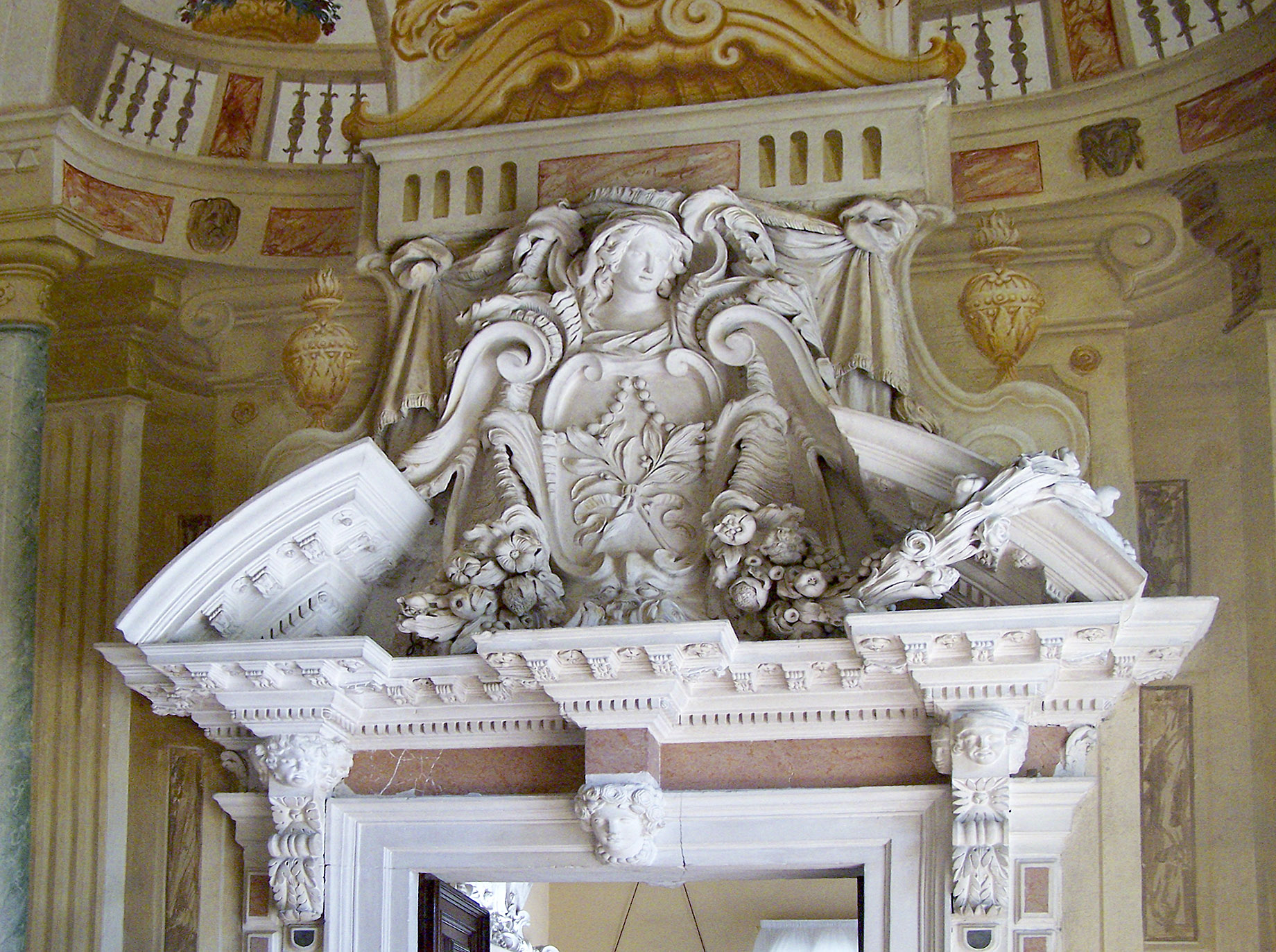
ドア上のペディメント
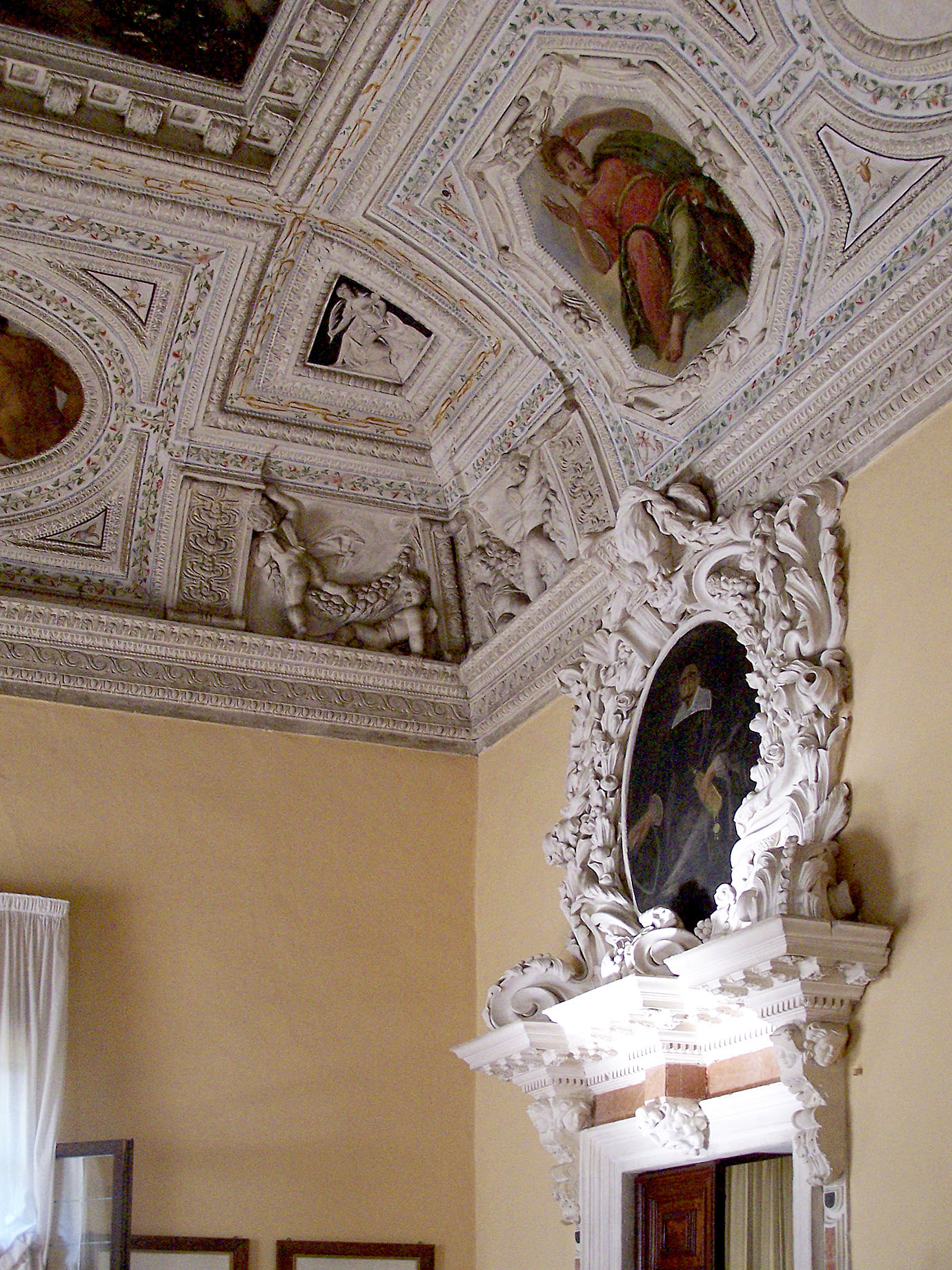
繰形とフレスコの装飾
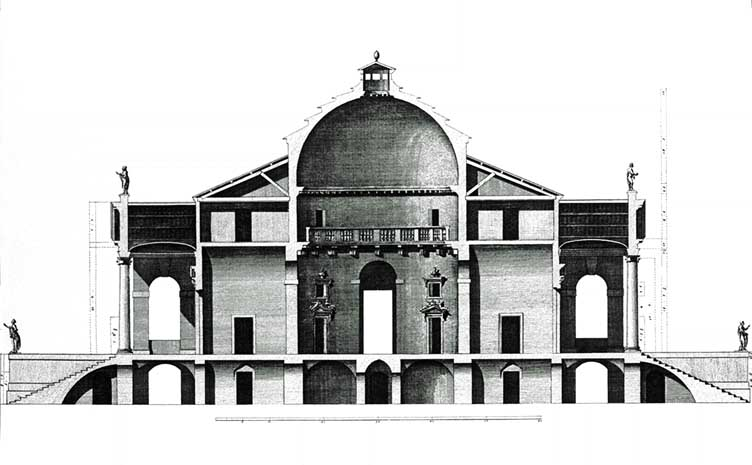
パッラーディオの設計図
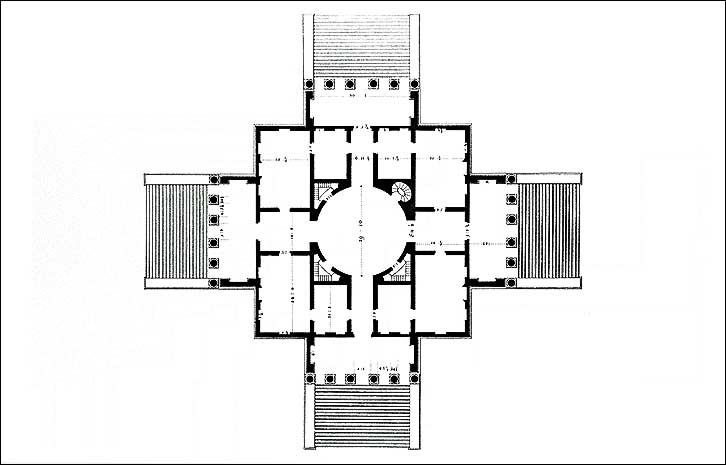
パッラーディオの設計図
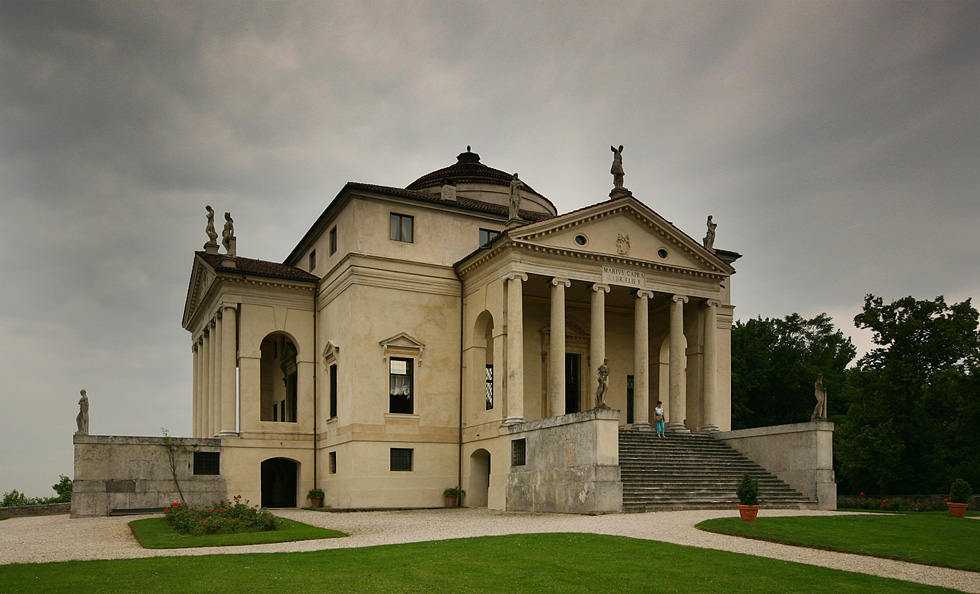
全景

## 各国にみられる影響
当初のオーナーはおそらく予想もしなかったと思われるが、アンドレーア・パッラーディオが設計したこの建築物はその後の500年間に様々な建築家に着想を与えてきた。
イングランド
イングランドではこれまでに5つの家がこのヴィラをベースにして建設された。チェシャーの Henbury Hall（最も新しい）、グレーター・ロンドンの チジックハウス、ケントの Mereworth Castleは歴史的建造物として保護されている。ケントの Foots Cray Place とノッティンガムシャーの Nuthall Temple は既に取り壊された。
ポーランド
ポーランドではこのヴィラをベースとしていくつかの宮殿が建てられている。ワルシャワのKrólikarnia宮殿とBelweder、Lubostrońの Skórzewski Palace である。
アメリカ合衆国
ワシントンD.C.の大統領官邸設計のコンペのため、トーマス・ジェファーソンは匿名でヴィラ・ロトンダをベースとした設計で応募した。実際に採用されたのはジェームズ・ホーバンのパッラーディオ主義の影響を受けた設計で、これが現在のホワイトハウスである。しかし、ヴィラ・ロトンダの影響はジェファーソンの自宅であるモンティチェロにも見られる。